# Ленинский Путь (Воронежская область)
Ле́нинский Путь — посёлок в Репьёвском районе Воронежской области Российской Федерации.
Входит в состав Истобинского сельского поселения.

## Население
| 2010 |
| ---- |
| 0    |